# Warrwa
Warrwa är ett utdött australiskt språk. Warrwa talades i norra delen av Western Australia. Warrwa tillhörde den nyulnyulanska språkfamiljen.